# Старая ратуша (Дортмунд)
Старая ратуша Дортмунда (нем. Altes Stadthaus (Dortmund)) — бывшее здание городского управления города Дортмунд (федеральная земля Северный Рейн — Вестфалия). Здание находится на площади Friedensplatz (нем. Площадь Мира) в черте бывшего имперского города несколько южнее площади Alte Markt (нем. Старый рынок).

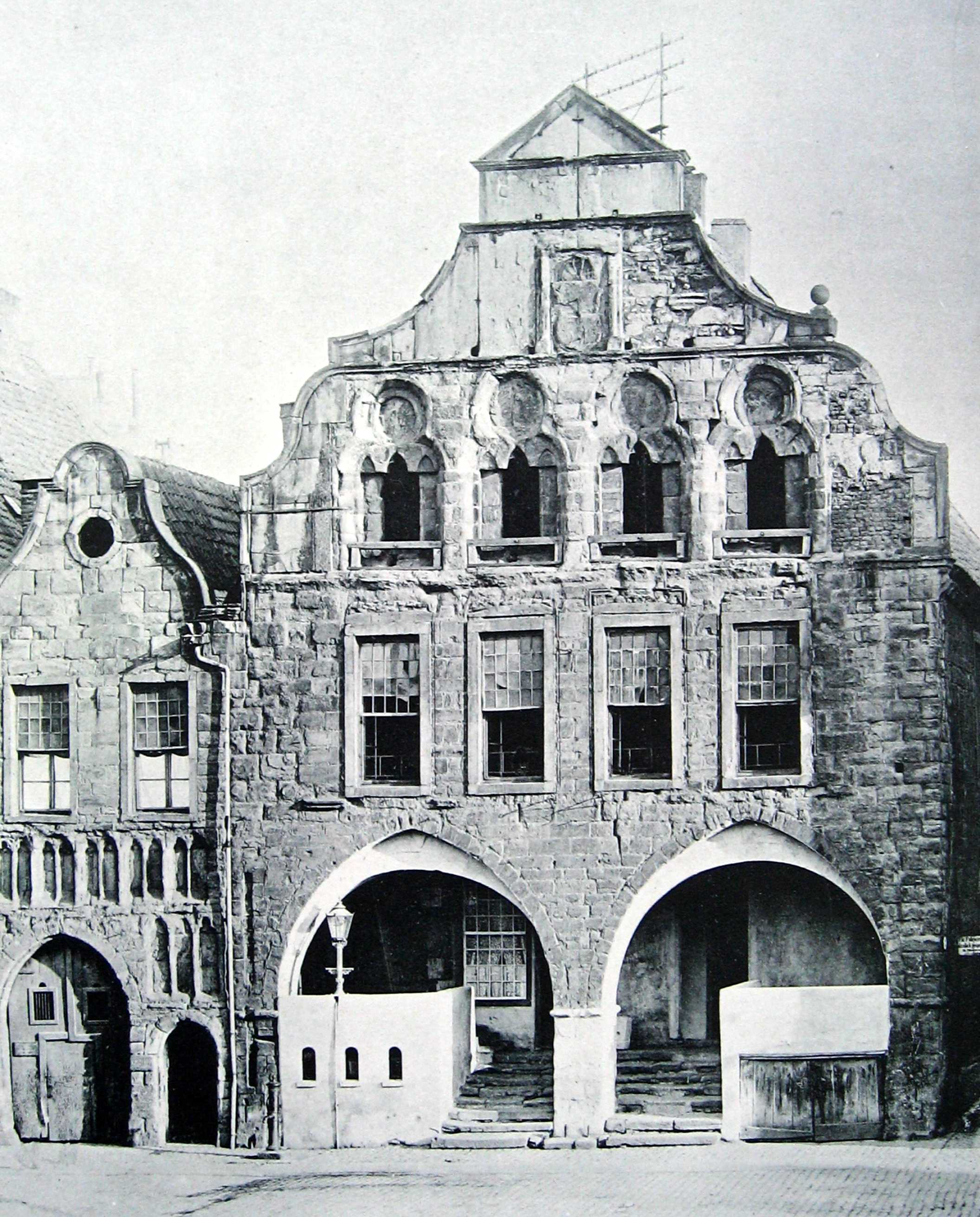
Здание старейшей ратуши в 1894 году

Точное время строительства первой ратуши Дортмунда неизвестно. Впервые она упоминается в купчей, датированной 1240 годом, в которой указывается о том, что здание приобретается для Городского Совета города Дортмунд. Кстати, это также первое письменное упоминание о Городском Совете. Как явствует из купчей, на момент приобретения здание уже имело полуподвальный и один верхний этажи.

 Также в здании осуществлялась верховная судебная власть. В документе, подписанном графом Дитрихом фон Клеве и датированном 1241 годом, говорится о том, что там должны окончательно урегулироваться все судебные тяжбы.

 Следующее упоминание о ратуше относится к 1378 году. В том году здание ратуши посещал император Священной Римской империи Карл IV со своей супругой Елизаветой фон Поммерн, где они встречались с членами Городского Совета и городской знатью.

 Кроме функций городского управления и юрисдикции здание ратуши также использовалось для торговых целей. Так в средневековье в здании часто распродавались дорогие товары и вина.

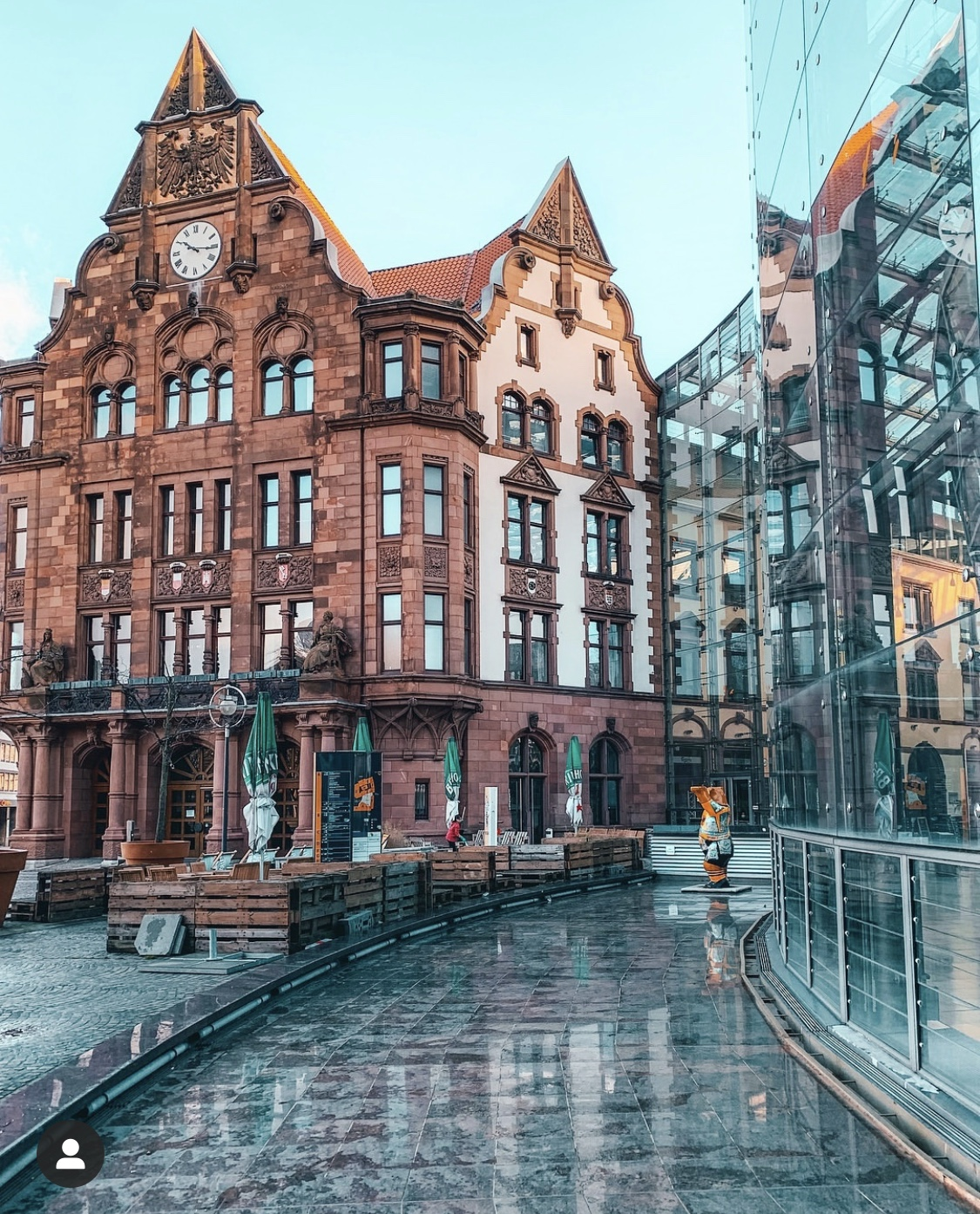
Старая ратуша

 В 1899 году по проекту городского советника по вопросам строительства архитектора Фридриха Куллриха поблизости от старейшей ратуши для Городского Совета сооружается новое здание в стиле неоренессанса. Здание построено из красного песчаника, боковые фасады оштукатурены. На фронтоне главного фасады находится изображение орла — Дортмундского городского герба. При оформлении здания Куллрих активно цитировал архитектурные элементы старейшей ратуши, здание которой незадолго перед этим было реставрировано под его же руководством к визиту императора Вильгельма II. Здание пятиэтажное, общая площадь помещений около 15000 м².

 После сильных разрушений, полученных зданием в ходе второй мировой войны, ратуша была восстановлена в несколько упрощенном виде. Здание старейшей ратуши вообще было принято решение не восстанавливать.

 В 2002 году к зданию Старой ратуши был пристроен выставочный зал Berswordt-Halle. Зал назван по имени одной из старейших семей в средневековом Дортмунде. Многие мэры и члены Городского Совета происходили из этого семейства. В том же году на противоположной стороне площади было построено здание Новой ратуши. Однако и после этого здание Старой ратуши используется для нужд муниципалитета.

## Галерея

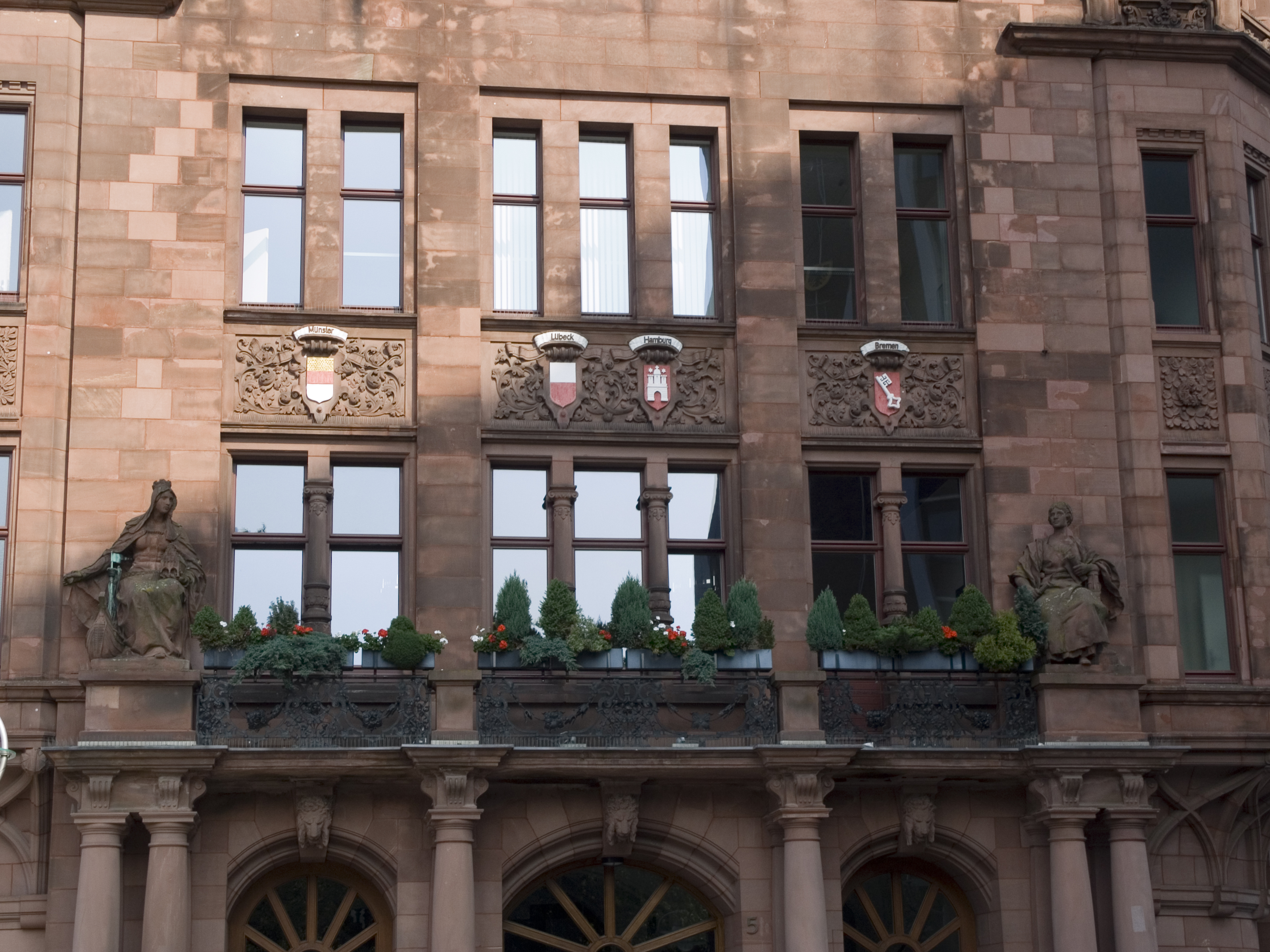
Балкон главного фасада
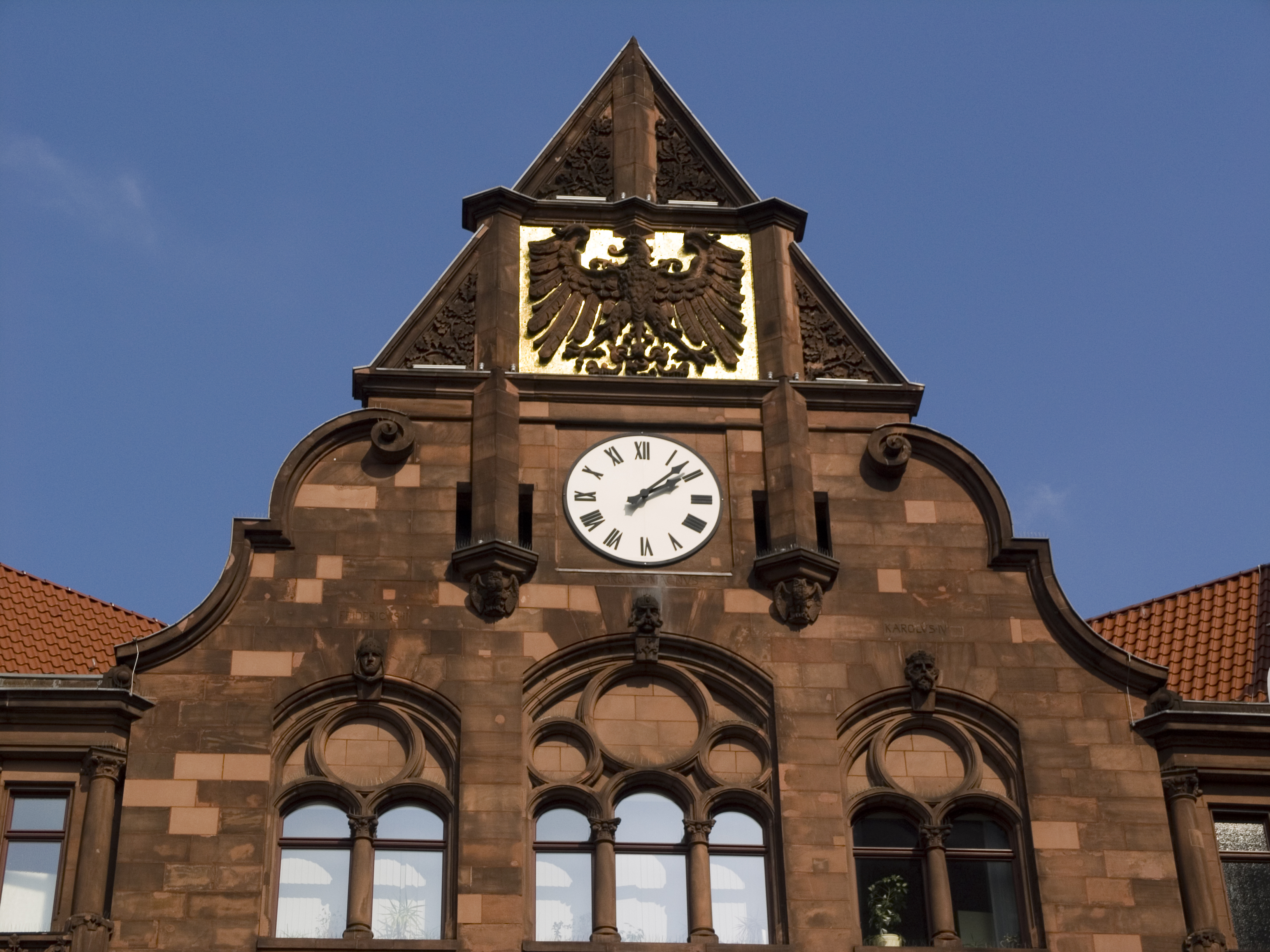
Фронтон главного фасада
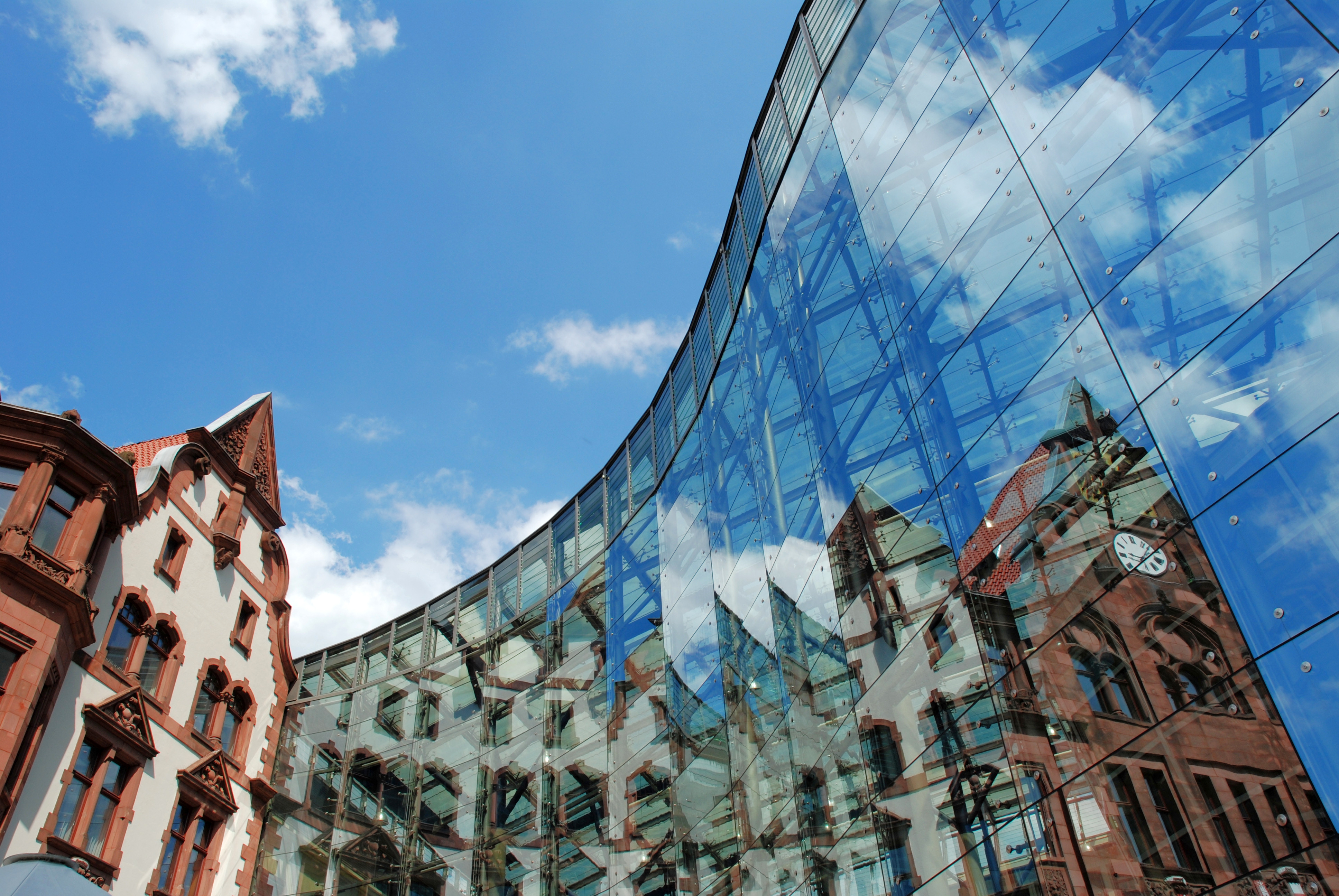
Отражение Старой ратуши в стеклянном фасаде Berswordt-Halle